# Vernonanthura amplexicaulis
Vernonanthura amplexicaulis là một loài thực vật có hoa trong họ Cúc. Loài này được (R.E.Fr.) H.Rob. miêu tả khoa học đầu tiên năm 1992.